# 大鵬灣端
大鵬灣端為臺灣福爾摩沙高速公路的終點，位於臺灣屏東縣林邊鄉和東港鎮交界，為直接式匝道，指標為431.5k，可到達大鵬灣國家風景區。是目前全台地理位置最南的高速公路交流道。從大鵬灣要往枋寮、恆春方向的可藉由國道高架橋下屏129線連接省道台17線往南行駛。
|  | 431 大鵬灣端 | 大鵬灣國家風景區 |

## 外部連結
- 國道三號南州交流道、林邊交流道、大鵬灣端示意圖 （页面存档备份，存于）（交通部高速公路局）